# Un (Band)
Un war eine von 2012 bis 2024 aktive Funeral-Doom-Band.

## Geschichte
Das 2012 in Seattle gegründete Quartett Un bestehet aus dem Sänger und Gitarristen Monte McCleery, dem Bassisten Clayton Wolf, dem Gitarristen David Wright und dem, seit dem Ausstieg von Andrew Jamieson 2017, in der Gruppe aktiven Schlagzeuger Alex Bytnar. Nach der Download-Veröffentlichung von zwei Demoaufnahmen im Jahr 2013 wurde McCleery Krebs diagnostiziert. Durch die Therapie lag die Tätigkeit der Band vorübergehend brach. Das 2015 über Black Bow Records erschienene Debüt The Tomb of All Things schrieb die Band während der Therapie und nahm es nach der erfolgreichen Behandlung auf. Das Album wurde insbesondere von der englischsprachigen Musikpresse weitreichend wahrgenommen und zumeist positiv rezipiert. Nach der Veröffentlichung und der positiven Resonanz begann die Gruppe mit landesweiten Konzerten, Festivalauftritten und Tourneen in den Vereinigten Staaten. Nach Erfolgreichen Auftritten mit Gruppen wie Fister, Body Void und Usnea veröffentlichte die Band 2018 in Kooperation mit Translation Loss Records ihr zweites Studioalbum Sentiment. Dies Album wurde dem Debüt ähnlich positiv, erneut überwiegend in der englischsprachigen Musikpresse, rezipiert. Im Jahr 2019 folgte eine über Translation Loss Records veröffentlichte Split-EP, die ein Stück von Un sowie eines der britischen Death-Doom- und Sludge-Band Coltsblood enthält. Die EP erntete erneut überwiegend positive Resonanz. Im Juni 2024 gab Monte Mccleery die Trennung der Band bekannt. Nähere Gründe nannte er nicht, betonte jedoch, dass es seine Entscheidung ohne böse Absicht gegenüber den anderen Mitgliedern gewesen sei.

## Stil
Die von Un präsentierte Musik wird dem Funeral Doom zugeordnet. Als weiterer Einfluss wird gelegentlich der Post-Rock angeführt.  Die Band beschreibt den gespielten Stil als „Aetherical Doom“. In einer für das Webzine  Invisible Oranges verfassten Besprechung des Debüts wird die Musik als zu vielschichtig und facettenreich bezeichnet, um eine eindeutige Genrezuordnung vorzunehmen. So wird das Schlagzeugspiel als jazzig und der gutturale Gesang als Black-Metal-beeinflusst beschrieben. In weiteren Rezensionen werden häufig Bell Witch als verordnender Vergleich angeführt. Als weitere mögliche Vergleichsgrößen und Einflussfaktoren werden hinzukommend Interpreten wie Evoken, Mournful Congregation und Loss benannt. Der Musikjournalist Chris Krovatin beschreibt in seiner für das Kerrang verfassten Rezension die Musik von Sentiment als Mischung aus langsamen an einen Trauermarsch mahnende Rhythmen und ein hallversetztes psychedelisch anmutendes Gitarrenspiel.

## Diskografie
- 2015: The Tomb of All Things (Album, Black Bow Records)
- 2018: Sentiment (Album, Translation Loss Records)
- 2019: Coltsblood/Un (Split-EP mit Coltsblood, Black Bow Records)